# 上野ゆい
上野 ゆい（うえの ゆい、1966年3月5日 -  ）は、日本のタレント、フリーアナウンサー。本名は上野 由比。愛知県西春日井郡出身。元セント・フォース所属。愛知県立千種高等学校卒業。成城大学法学部卒業。

## 来歴・人物
大学在学中にミス成城に選ばれた。卒業後にキャスター、フリーアナウンサーとして活動した。なお芸名はデビュー当時は本名だったが1994年以降より現在の芸名に改名している。

## プロフィール
- 血液型・・・B型
- 身長・・・160cm
- バスト・・・83cm
- ウエスト・・・56cm
- ヒップ・・・84cm

## 主な出演

### テレビ
民放番組
| 期間           | 期間          | 番組名                                  | 役職       |
| -------------- | ------------- | --------------------------------------- | ---------- |
| 1989年10月2日  | 1992年9月25日 | スポーツトレイン（日本テレビ）          | キャスター |
| 1993年10月21日 | 1994年3月17日 | 板東英二のズバリ!直球勝負（読売テレビ） | レポーター |
| 1994年4月      | 1994年9月     | ビッグモーニング（TBS）                 | 総合司会   |
| 1994年10月     | 1995年9月     | NEWSもぎたて朝一番（テレビ東京）        | キャスター |
| 1996年4月1日   | 2000年9月29日 | 読売新聞は～い朝刊（日本テレビ）        | キャスター |

公共番組
- ワールドニュース（NHK-BS）
- 健康ホットライン（NHK-BS）
- きょうの健康

### CM
- 資生堂『スキンケア』（1997年）